# Girimukti (Singajaya)
Girimukti is een bestuurslaag in het regentschap Garut van de provincie West-Java, Indonesië. Girimukti telt 4162 inwoners (volkstelling 2010).